# Pugettia venetiae
Pugettia venetiae är en kräftdjursart som beskrevs av M. J. Rathbun 1924. Pugettia venetiae ingår i släktet Pugettia och familjen Epialtidae. Inga underarter finns listade i Catalogue of Life.